# Thomas Fritsch (Schauspieler)
Thomas Fritsch (* 16. Januar 1944 in Dresden; † 21. April 2021 in Berlin) war ein deutscher Schauspieler, Synchronsprecher und Schlagersänger. Er wurde in den 1960er Jahren zunächst durch Hauptrollen in mehreren Kinofilmen bekannt und galt eine Zeit lang als Teenager-Idol, später war er vor allem in Serienrollen, u. a. in Drei sind einer zuviel und Rivalen der Rennbahn, präsent. Als Sprecher war er die deutsche Stimme von Tim Curry, William Hurt und Jeremy Irons, zudem war er bei Zeichentrickfilmen (Der König der Löwen, Ice Age) und in der Hörspielreihe Die drei ??? als Erzähler tätig.

## Leben und Karriere

### Herkunft und Anfänge
Thomas Fritsch wurde 1944 in Dresden als Sohn des UFA-Filmstars Willy Fritsch und der Tänzerin und Schauspielerin Dinah Grace geboren. Bei Kriegsende flüchtete die Familie nach Hamburg, wo Fritsch nach der Mittleren Reife bei Eduard Marks, dem Leiter der Schauspielklasse der Hochschule für Musik und Theater Hamburg, studierte und später Gesangs- und Ballettunterricht nahm. Gustaf Gründgens riet dem damals 16-Jährigen zu einer Schauspielkarriere.

### Theater
Sein Bühnendebüt gab Fritsch 1964 am Stadttheater Heidelberg als junger Dichter Eugene Marchbanks in George Bernhard Shaws Komödie Candida. Es folgten Engagements unter anderem am Frankfurter Fritz Rémond Theater, der Kleinen Komödie am Max II in München, der Stuttgarter Komödie im Marquardt, den Hamburger Kammerspielen und der Komödie am Kurfürstendamm in Berlin. In der Spielzeit 1974/75 war er am Wiener Theater in der Josefstadt in Ferenc Molnárs Drama Der Schwan als Fechtlehrer Dr. Agi zu sehen. Zur Spielzeit 1982/83 übernahm er, ebenfalls dort, in dem Lustspiel Christinas Heimreise von Hugo von Hofmannsthal die Rolle des jungen Venezianers Florindo. 
Überwiegend wirkte Fritsch in Boulevardstücken wie etwa in Colettes Komödie Chéri oder dem Musical Irma la Douce mit. 1985 spielte er unter der Regie von Wolfgang Spier an der Komödie am Kurfürstendamm in Alan Ayckbourns Verwechslungskomödie Halbe Wahrheiten den jungen Sonnyboy Greg Pointer. In der Spielzeit 2003/04 war er in Düsseldorf am Theater an der Kö erneut in einer Bühneninszenierung von Ayckbourns Komödie zu sehen. Er übernahm die Rolle des heimlich seitenspringenden Macho-Ehemanns Philip Carter. Seine letzte Bühnenrolle spielte Fritsch von 2006 bis 2009 an der Seite von Karsten Speck in Michael Pertwees Beziehungskomödie Sextett.

### Film und Fernsehen
Noch während der Schauspielschule wurde Fritsch für den Film entdeckt. Zu seinen bekanntesten Filmen zählen Julia, du bist zauberhaft, Das schwarz-weiß-rote Himmelbett und Das große Liebesspiel. Er spielte an der Seite bekannter Filmschauspielerinnen, darunter Lilli Palmer, Hildegard Knef, Daliah Lavi und Marie Versini. Mit seinem Vater Willy Fritsch stand er dreimal vor der Kamera: 1964 in dem Spielfilm Das hab ich von Papa gelernt sowie für die ZDF-Fernsehshows Das gibt's doch zweimal (1965) und Andere Zeiten – andere Sitten. Die Thomas-Fritsch-Show (1967).
Nach einem vorübergehenden Karriereknick gelang Fritsch 1977 ein Comeback mit der Hauptrolle der Fernsehserie Drei sind einer zuviel an der Seite von Jutta Speidel und Herbert Herrmann. 1989 war er erneut an der Seite von Speidel in der elfteiligen ZDF-Serie Rivalen der Rennbahn als Jockey Christian Adler in einer Hauptrolle zu sehen.
Neben regelmäßigen Gastauftritten in Einzelproduktionen von Krimiserien wie Der Kommissar, Derrick und Der Alte war er regelmäßig Gastdarsteller in Fernsehserien wie Glückliche Reise (1992–1993), Unser Charly (2000–2003) und Hallo Robbie! (2004–2008) und übernahm Haupt- oder Gastrollen in Romanverfilmungen von Rosamunde Pilcher (1997–2011).
In der Kinoproduktion Der Wixxer von 2004, einer Parodie auf die Edgar-Wallace-Filme der 1960er Jahre, spielte Fritsch die Rolle des Earl of Cockwood. Von 2006 bis 2007 war er in vier Staffeln der ProSieben/ORF-Serie Die Märchenstunde der Erzähler und 2008 neben Hans-Werner Meyer und Lisa Martinek in dem deutsch-österreichischen Fantasyfilm Das Wunder von Loch Ness als Zauberer Merlin zu sehen. In der siebenteiligen ZDF-Filmreihe Meine wunderbare Familie übernahm er an der Seite von Tanja Wedhorn von 2008 bis 2010 die Rolle des Peter Engelmann. In den 1980er Jahren bewarb er die Praline Mon Chéri.

### Synchronisation
Daneben arbeitete Fritsch als Synchronsprecher. So synchronisierte er unter anderem Russell Crowe (Gladiator, Master & Commander – Bis ans Ende der Welt, Proof of Life), Jeremy Irons (Stirb langsam: Jetzt erst recht, Königreich der Himmel, Eragon – Das Vermächtnis der Drachenreiter), Aslan (Die Chroniken von Narnia: Der König von Narnia, Die Chroniken von Narnia: Prinz Kaspian von Narnia und Die Chroniken von Narnia: Die Reise auf der Morgenröte), Charles Shaughnessy (Die Nanny) und Edward James Olmos (Battlestar Galactica).
Des Weiteren wirkte er in den deutschen Fassungen einer Reihe bekannter Disney-Zeichentrickfilme mit, darunter als Scar in Der König der Löwen und Niels (Nigel) in Findet Nemo. Er sprach in der South Park-Folge Die Russell-Crowe-Show die Zeichentrickfigur von Russell Crowe. Darüber hinaus war er in der Rolle des Diego in Ice Age, Ice Age 2 – Jetzt taut’s, Ice Age 3 – Die Dinosaurier sind los, Ice Age 4 – Voll verschoben und Ice Age – Kollision voraus! zu hören. In der HBO-Serie Game of Thrones synchronisierte er James Faulkner in der Rolle des Randyll Tarly. In der Zeichentrickadaption von Jim Knopf und Lukas der Lokomotivführer sprach er die Rolle des Lukas. In den Realverfilmungen von Jim Knopf, den Kinofilmen Jim Knopf und Lukas der Lokomotivführer von 2018 und Jim Knopf und die Wilde 13 von 2020, lieh er dem Erzähler seine Stimme – seine letzten Arbeiten als Synchronsprecher.

### Sprechertätigkeiten
Außerdem war Fritsch regelmäßig als Hörspielsprecher tätig. Von 2002 bis März 2017 übernahm er den Part des Erzählers in der Hörspielreihe Die drei ??? (zwischenzeitlich: DiE DR3i), den er auch vor 12.000 Zuschauern bei dem Live-Auftritt Superpapagei 2004 zum Besten gab. 2008 übernahm er in der mehrteiligen Hörspielserie zum Computerspiel Sacred 2 die Hauptrolle des Schattenkriegers Garlan.
In der deutschen Fassung des Computerspiels Civilization IV wirkte er ebenfalls mit; er vertonte die im Original von Leonard Nimoy gesprochenen Textstücke. Des Weiteren sprach er die Märchenzitate zu Beginn jeder Folge der Fernsehserie Grimm.

### Schlagersänger
In den 1960er Jahren war Fritsch als Schlagersänger bekannt und zierte mehrmals die Titelseite der Jugendzeitschrift Bravo. Im Dezember 1963 gelang ihm mit der Single Wenn der Mondschein nicht so romantisch wär’ seine erste und zugleich höchste Platzierung in den deutschen Singlecharts (Platz 13). Zusammen mit seinem Vater nahm er 1964 und 1965 die Langspielplatten Das hab ich von Papa gelernt und Das gibt's doch zweimal auf. Mehrmals arbeitete er mit der Liedermacherin Suzanne Doucet zusammen.

### Privates und Tod
Fritsch, der über viele Jahre abwechselnd in München und auf der griechischen Insel Mykonos lebte, engagierte sich für den Tierschutz. 1990 wurde bei ihm ein Gehirntumor diagnostiziert. 2006 sprach er erstmals öffentlich über seine Bisexualität. 2019 wurde bekannt, dass er an Demenz erkrankt war. Seine letzten Lebensjahre verbrachte er in einer Berliner Senioren-Wohngemeinschaft.
Thomas Fritsch starb im April 2021 im Alter von 77 Jahren. Er wurde vor der Insel Sylt auf See bestattet.

## Filmografie

### Kino
- 1962: Julia, du bist zauberhaft
- 1962: Das schwarz-weiß-rote Himmelbett
- 1963: Das große Liebesspiel
- 1963: Der letzte Ritt nach Santa Cruz
- 1964: Volles Herz und leere Taschen (…e la donna creò l’uomo)
- 1964: Das hab ich von Papa gelernt
- 1964: Heiß weht der Wind
- 1964: Onkel Toms Hütte
- 1964: Die schwedische Jungfrau
- 1964: 2 × 2 im Himmelbett (Halløj i himmelsengen)
- 1968: Epiheirisis Apollon
- 1972: Die Pfarrhauskomödie
- 1974: Drei Männer im Schnee
- 1976: Griechische Feigen
- 2000: Bei Berührung Tod
- 2004: Der Wixxer

### Fernsehen (Auswahl)
Fernsehfilme
- 1980: Teegebäck und Platzpatronen
- 2004: Mit deinen Augen
- 2005: Eine Prinzessin zum Verlieben
- 2006: Das total verrückte Wunderauto
- 2008: Das Wunder von Loch Ness
- 2010: Das zweite Wunder von Loch Ness

Fernsehserien
- 1969: Die Hupe – Eine Schülerzeitung (13 Folgen)
- 1970, 1975: Der Kommissar (Folgen 2x01, 7x12)
- 1975: Derrick – Nur Aufregungen für Rohn (Folge 6)
- 1975: Hoftheater (6 Folgen)
- 1975: Ein Fall für Männdli (Folge 2x09)
- 1975: Beschlossen und verkündet (Folge 1x11)
- 1977: Drei sind einer zuviel (13 Folgen)
- 1977: Sonderdezernat K1 (Folge 3x03)
- 1979–1997: Der Alte (4 Folgen)
- 1978: Derrick – Abendfrieden (Folge 42)
- 1979: Derrick – Ein Todesengel (Folge 64)
- 1982: Schwarz Rot Gold (Folge 1x02)
- 1984: Leute wie du und ich (Folge 1x05)
- 1986: Detektivbüro Roth (Folge 1x16)
- 1986: Derrick – Der Charme der Bahamas (Folge 141)
- 1987: Ein Fall für zwei – Zorek muss schießen
- 1987: Derrick – Anruf in der Nacht (Folge 150)
- 1989: Rivalen der Rennbahn (11 Folgen)
- 1990: Derrick – Tossners Ende (Folge 186)
- 1992: Ein Heim für Tiere (Folge 8x02)
- 1992–1993: Glückliche Reise (19 Folgen)
- 1994: Zwei alte Hasen (6 Folgen)
- 1995: Schwarz greift ein (Folge 2x11)
- 1995–1996: Der Bergdoktor (Folgen 3x13, 4x09)
- 1996: Ein Fall für zwei – Herzschmerz
- 1997: Rosamunde Pilcher: Die zweite Chance (Folge 1x04)
- 1999: Siska (Folge 2x04)
- 2000–2003: Unser Charly (6 Folgen)
- 2001, 2008: SOKO 5113 (Folgen 20x10, 34x05)
- 2003: Pfarrer Braun: Das Skelett in den Dünen (Folge 1x02)
- 2004: Rosamunde Pilcher – Federn im Wind (Folge 1x49)
- 2004–2008: Hallo Robbie! (5 Folgen)
- 2005: Wolffs Revier (Folge 13x07)
- 2005: Die Rosenheim-Cops (Folge 5x01)
- 2006–2009: Die Märchenstunde (16 Folgen)
- 2007: Lilly Schönauer (Folge 1x04)
- 2008–2010: Meine wunderbare Familie (7 Folgen)
- 2011: Rosamunde Pilcher – Verlobt, verliebt, verwirrt (Folge 1x96)

## Synchronrollen (Auswahl)
William Hurt
- 1995: Smoke … als Paul Benjamin
- 1996: Michael Collins … als Frank Quinlan
- 1998: Lost in Space … als Prof. John Robinson
- 1999: Die Akte Romero … als William Blake Pellarin
- 2007: Mr. Brooks – Der Mörder in Dir … als Marshall
- 2008: Das gelbe Segel … als Brett Hanson
- 2008: Der unglaubliche Hulk … als Lieutenant General Thaddeus Ross
- 2009: Endgame … als Prof. Will Esterhuyse
- 2009: Damages – Im Netz der Macht (Fernsehserie, 13 Folgen) … als Daniel Purcell

Jeremy Irons
- 1995: Stirb langsam: Jetzt erst recht … als Simon Peter Gruber
- 2000: Dungeons & Dragons … als Profion
- 2005: Königreich der Himmel … als Tiberias
- 2006: Eragon – Das Vermächtnis der Drachenreiter … als Brom
- 2011: Der große Crash – Margin Call … als John Tuld
- 2011–2013: Die Borgias (Fernsehserie, 29 Folgen) … als Papst Alexander VI.
- 2012: Dieb der Worte … als Der alte Mann
- 2013: Beautiful Creatures – Eine unsterbliche Liebe … als Macon Ravenwood
- 2013: Nachtzug nach Lissabon … als Raimund Gregorius
- 2016: Batman v Superman: Dawn of Justice … als Alfred Pennyworth
- 2017: Justice League … als Alfred Pennyworth

Russell Crowe
- 2000: Gladiator … als Maximus
- 2000: Lebenszeichen – Proof of Life … als Terry Thorne
- 2003: Master & Commander – Bis ans Ende der Welt … als Jack Aubrey
- 2005: Das Comeback … als Jim Braddock
- 2007: Todeszug nach Yuma … als Ben Wade

John Hurt
- 2001: Harry Potter und der Stein der Weisen … als Mr. Ollivander
- 2010: Harry Potter und die Heiligtümer des Todes – Teil 1 … als Mr. Ollivander
- 2011: Harry Potter und die Heiligtümer des Todes – Teil 2 … als Mr. Ollivander

Tim Curry
- 1993: Die drei Musketiere … als Kardinal Richelieu
- 1997: Die Schöne und das Biest – Weihnachtszauber … als Orgel Forte
- 2001: Scary Movie 2 … als Professor Oldman
- 2002: Das Königreich der Katzen … als Katzenkönig

Leonard Nimoy
- 2005: Civilization IV … als die Stimme des Fortschritts

### Kino
- 1994: Der König der Löwen … als Scar
- 1995: Balto – Ein Hund mit dem Herzen eines Helden … als Steele
- 1996: White Squall – Reißende Strömung … als Christopher Sheldon
- 1997: Titanic … als Brock Lovett
- 1998: Halloweentown … als Bürgermeister
- 1998: Dr. Dolittle … als angefahrener Hund „Lucky“
- 1998: Das Dschungelbuch, Mowglis Abenteuer … als Shir Khan
- 1998: Der König der Löwen 2 – Simbas Königreich … als Scar
- 1999: Rudolph mit der roten Nase … als Slyly (Polarfuchs)
- 2000: Hilfe! Ich bin ein Fisch … als Joe
- 2000: Heavy Metal: F.A.K.K.² … als Tyler
- 2001: Apocalypse Now (Redux-Version) … als Colonel Walter E. Kurtz
- 2001: Susi und Strolch 2: Kleine Strolche – Großes Abenteuer! … als Buster
- 2001: Thomas, die fantastische Lokomotive … als der Schaffner
- 2002: Ice Age … als Diego
- 2002: Der Schatzplanet … als Dr. Delbert Doppler
- 2002: Minority Report … als Dr. Solomon Eddie
- 2002: Mask under Mask (als Erzähler)
- 2003: Das Geheimnis der Frösche … als Kapitän Ferdinand
- 2003: Findet Nemo … als Niels
- 2003: Der Herr der Ringe: Die Rückkehr des Königs (extended edition) … als Saurons Mund
- 2004: Pride – Das Gesetz der Savanne … als Eddie
- 2004: Lemony Snicket – Rätselhafte Ereignisse … als Lemony Snicket
- 2005: Steamboy … als Jeames Lloyd Steam
- 2005: Ein Duke kommt selten allein … als Jefferson Davis „Boss“ Hogg
- 2005: Corpse Bride – Hochzeit mit einer Leiche … als Bonejangles
- 2005: Robots … als Jack Hammer
- 2005: Die Chroniken von Narnia: Der König von Narnia … als Aslan
- 2006: Ice Age 2 – Jetzt taut’s … als Diego
- 2006: Battlestar Galactica … als Commander Adama
- 2006: Klang der Stille … als Ludwig van Beethoven
- 2006: Bambi 2 – Der Herr der Wälder … als der große Prinz
- 2007: Könige der Wellen … als Big Z Topanga/ Freak
- 2007: Schwerter des Königs – Dungeon Siege … als König Konreid
- 2008: Snow Buddies – Abenteuer in Alaska … als Talon
- 2008: Asterix bei den Olympischen Spielen … als Cäsar
- 2008: Kung Fu Panda … als Tai Lung
- 2008: The Dark Knight … als Detective Stephens
- 2008: Die Chroniken von Narnia: Prinz Kaspian von Narnia … als Aslan
- 2009: Ice Age 3 – Die Dinosaurier sind los … als Diego
- 2009: New Moon – Biss zur Mittagsstunde … als Marcus
- 2010: Sammys Abenteuer – Die Suche nach der geheimen Passage … als Sammy (alt)
- 2010: Konferenz der Tiere … als Sokrates, der Löwe
- 2010: Die Chroniken von Narnia: Die Reise auf der Morgenröte … als Aslan
- 2011: Mein Freund, der Delfin … als Reed Haskett
- 2011: Der Zoowärter … als Bernie, der Gorilla
- 2011: Breaking Dawn – Biss zum Ende der Nacht, Teil 1 … als Marcus Volturi
- 2012: Im Reich der Raubkatzen … als Erzähler
- 2012: Ice Age 4 – Voll verschoben … als Diego
- 2013: 2 Guns … als Papi Greco
- 2015: Mara und der Feuerbringer … als Feuerbringer
- 2016: Ice Age 5 – Kollision voraus! … als Diego
- 2018: Jim Knopf und Lukas der Lokomotivführer … als Erzähler
- 2020: Jim Knopf und die Wilde 13 … als Erzähler

### Fernsehen
Fernsehserien
- 1993–1999: Die Nanny (145 Folgen) … als Maxwell Sheffield
- 1994–1996: Gargoyles – Auf den Schwingen der Gerechtigkeit (78 Folgen) … als Goliath
- 1995–1996: Mega Man … als Pharao Man
- 1995–1999: Abenteuer mit Timon und Pumbaa … Speedy, die Schnecke
- 1999–2000: Jim Knopf (52 Folgen) … als Lukas der Lokomotivführer
- 2004–2008: Battlestar Galactica (75 Folgen) … als William „Bill“ Adama
- 2005: Rotkäppchen … als Wolf
- 2007: Desperate Housewives (1 Folge) … als Glen Wingfield
- 2008, 2010: N24-Dokumentation (5 Teile) … als Erzähler
- 2011–2017: Grimm … als Prologsprecher
- 2012: Der kleine Prinz … als Fuchs
- 2013: Top of the Lake (7 Folgen) … als Matt
- 2015: Marvel’s Agents of S.H.I.E.L.D. (5 Folgen) … als Robert Gonzales
- 2016: Game of Thrones (5 Folgen) … als Randyll Tarly

### Live-Shows
- 2004: Die drei ??? – Der Super-Papagei live aus der Color Line Arena, Hamburg … als Erzähler

### Videospiele
- 2005: Sid Meier’s Civilization IV … als Erzähler
- 2008: Sacred 2 … als Schattenkrieger
- 2009: Risen … als Inquisitor Mendoza
- 2012: Diablo 3 … als Barbar (männlich)
- 2015: Just Cause 3 … als General Sebastiano Di Ravello

## Diskografie (Auswahl)

### Alben
- 1964: Das hab ich von Papa gelernt (mit Willy Fritsch, Polydor)[14]
- 1965: Das gibt’s doch zweimal (mit Willy Fritsch, Polydor)[15]
- 1965: Allein und doch nicht allein (Polydor)[16]
- 1967: Mit Thomas Fritsch im Mondschein (Karussell 635146)[17][18]
- 1968: Mädchen wie Samt und Seide (EMI)[19] / Tommy und die Girls (Volksplatte 1C048-28117, identisch mit Mädchen wie Samt und Seide)[20]
- 1969: Rendezvous mit Thomas (Columbia C 062-28373)[21]

### EP
- 1964: Heimliche Romanzen (Polydor)[22]

### Singles
Polydor
- 1963: Wenn der Mondschein nicht so romantisch wär / Yokohama-Baby[23]
- 1964: Geschichten eines Twen / Warum bleibst du nicht[24]
- 1964: Rosie / Traurige Augen[25]
- 1965: Ich geb’ dein Herz wieder frei / Heimliche Romanzen[26]
- 1965: Das hab ich so gerne an dir / Das kann uns keiner nehmen[27]
- 1965: Schau mich bitte nicht so traurig an / Mr. Dreammaker (Polydor 52570)[28][29]
- 1966: Wenn aus Freundschaft Liebe wird / Meine Melodie[30]
- 1966: Ich hab' mich so darauf gefreut / Allein und doch nicht allein[31]
- 1967: Verliebt muss man sein / Es ist gar nicht so leicht, erwachsen zu sein[32]
- 1967: Einmal im Leben / Wenn Wunder geschehen[33]

EMI / Columbia
- 1968: 21 wird Susann / Verzeih den Fehler (EMI)[34]
- 1968: Sei mal treu / Ruf mich an (Columbia)[35]
- 1969: Ich träum’ heut Nacht von dir / Du bist zu jung (EMI)[36]
- 1970: Fieberhaft / Sag der Babette, daß ich sie liebe (EMI)[37][38]
- 1971: Der Draht in der Sonne (Coverversion des von Glen Campbell interpretierten Liedes Wichita Lineman aus dem Jahr 1968)[39]

## Hörbücher und -spiele (Auswahl)
- 1980er Jahre: Erzähl mir was (Märchen) (MC Dolby System)
- 2006: T. C. Boyle: Wassermusik Der Hörverlag, ISBN 978-3-89940-516-3.
- 2012: Volker Präkelt: Zicke Zacke Dinokacke!: Was die Forscher in Riesenhaufen finden und was sie über die schrecklichen Echsen wissen, audio media verlag, ISBN 978-3-86804-273-3
- 2013: Judith Ruyters: Die Räuberschule – Regie: Thomas Werner (Kinderhörspiel (3 Teile) – WDR)
- 2002–2017: Die drei ???: Folge 104-186 als Erzähler
- 2003: Fünf Freunde: Folge 50 als Peter Carstairs, Folge 54 als Nanuq
- 2006: Das Weihnachtspony CD / MC (Coppenrath)[40]
- 2008: Hexe Lilli in Lilliput (Folge 16) als Kaiser Aururon

## Auszeichnungen (Auswahl)
- 1963: Bambi
- 1963: Ernst-Lubitsch-Preis für seine Rolle in Das Schwarz-weiß-rote Himmelbett
- 1964: Bravo Otto (Gold)
- 1965: Bravo Otto (Silber)
- 1966: Bravo Otto (Bronze)
- 1977: Bravo Otto (Bronze)
- 2002: Deutscher Preis für Synchron für herausragende männliche Synchronarbeit in Second Chance – Alles wird gut